# Попув (гмина)
Попув (пол. Popów) — сельская гмина (волость) в Польше, входит как административная единица в Клобуцкий повет, Силезское воеводство. Население — 6012 человек.

## Демография
| Перепись                       | Всего   | Всего | Женщины | Женщины | Мужчины | Мужчины |
| ------------------------------ | ------- | ----- | ------- | ------- | ------- | ------- |
| Единицы                        | человек | %     | человек | %       | человек | %       |
| Население                      | 6012    | 100   | 3009    | 50      | 3003    | 50      |
| Плотность населения (чел./км²) | 58,8    | 58,8  | 29,4    | 29,4    | 29,4    | 29,4    |

## Сельские округа
1. Аннолесе
2. Бжузки
3. Домброва
4. Домбрувка
5. Дембе
6. Флёрянув
7. Каменьщызна
8. Куле
9. Нова-Весь
10. Плачки
11. Попув
12. Рембелице-Крулевске
13. Вонсош-Дольны
14. Вонсош-Гурны
15. Венцки
16. Завады
17. Зборы
18. Марянув
19. Смоляже
20. Вжосы
21. Антоне
22. Лелиты

## Соседние гмины
1. Гмина Дзялошин
2. Гмина Медзьно
3. Гмина Липе
4. Гмина Нова-Бжезница
5. Гмина Опатув
6. Гмина Пайенчно